# Carla Del Ponte
Carla Del Ponte (n. 9 februarie 1947, Lugano, Cantonul Ticino, Elveția) este o juristă elvețiană, fost procuror șef în două tribunale de drept internațional penal ale Națiunilor Unite. După ce fusese procuror șef în Elveția, a fost numită procuror la Tribunalul Penal Internațional pentru fosta Iugoslavie și Tribunalul Penal Internațional pentru Ruanda⁠(en)[traduceți].
Carla Del Ponte a fost ambasador al Elveției în Argentina între 2008 și 2011. A fost căsătorită și are un fiu.
În 2 aprilie 2022 Carla Del Ponte a cerut Curții Penale Internaționale să emită un mandat de arestare pentru președintele rus Vladimir Putin.